# Digidesign

Logo

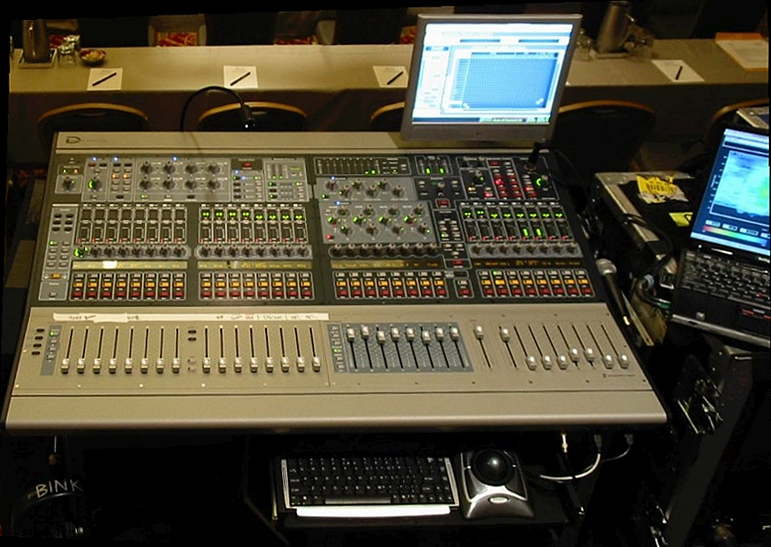
Digitales Mischpult mit Monitor und Tastatur

Digidesign war ein US-amerikanischer Hersteller von Hard- und Software für Musik- und Postproduktion mit Sitz in Daly City/Kalifornien. 1995 wurde das Unternehmen von Avid Technology aufgekauft, seine Produkte jedoch vorerst unter der Marke Digidesign weitervertrieben.
Mit dem Hauptprodukt Pro Tools ist Digidesign heute weltweit vor allem in professionellen Tonstudios vertreten, es gilt seit langem als Branchenstandard. Da die Pro-Tools-Software bis Version 9 nur mit Hardware von Digidesign zusammenarbeitete, handelte es sich lange Zeit um ein geschlossenes System. Das DSP gestützte HD-System wird auch heute noch ausschließlich mit der hauseigenen Hardware betrieben.

## Geschichte
Das Unternehmen wurde 1984 von Peter Gotcher und Evan Brooks gegründet, damals noch unter dem Namen „Digidrums“. Die beiden haben nämlich zunächst EPROM-Chips für Drumcomputer verkauft, um ihre Band zu finanzieren. Bei der Modifizierung der Drumcomputer haben sie Erfahrungen mit der digitalen Signalverarbeitung (DSP) gesammelt und dann schrittweise neue Hard- und Software entwickelt, die immer wieder Maßstäbe gesetzt hat, und zwar in folgenden wichtigen Etappen:
- 1989 Sound Tools, die erste Digital Audio Workstation für den Apple Macintosh
- 1990 Umbenennung der Firma „Digidrums“ in „Digidesign“
- 1991 Pro Tools, in den Folgejahren diverse Soft- und Hardwarevarianten
- 1995 stellt Digidesign das erste HD-Recordingsystem vor, das mit den damals vorherrschenden analogen Bandmaschinen konkurrieren konnte; im selben Jahr wird Digidesign von Avid, dem führenden Anbieter nichtlinearer Videoschnittsysteme, übernommen. Die Integration der Avid-Video-Hardware als AVOption in Pro Tools ermöglicht den gleichzeitigen digitalen Schnitt von Ton und Bild
- 1997 Pro Tools 24 (24-Bit-System)
- 1998 Pro Tools 24 Mix (mit zusätzlichen und leistungsfähigeren DSP-Chips)
- 1999 Digi 001 mit Pro Tools LE (preisgünstiges System für den Homerecording-Bereich)
- 2001 Grammy für Pro Tools
- 2002/3 High End System Pro Tools HD; mobile Systeme Mbox, Digi 002, Digi 002 Rack
- 2003 Oscar für Pro Tools; Übernahme der Plug-in-Firma Bomb Factory und Integration der Produkte in Pro Tools
- 2004 Übernahme von M-Audio, dadurch Abrundung der Produktpalette nach unten, Spezialversion Pro Tools M-Powered für M-Audio-Hardware im Folgejahr
- 2005 Übernahme von Wizoo, einer Bremer Sounddesign-Firma, Eingliederung als Advanced Instrument Research Group (A.I.R.), die proprietäre Software-Instrumente für Pro Tools entwickelt; Pro Tools 7
- 2006 Übernahme von Sibelius, dem Hersteller des gleichnamigen Notensatzprogramms
- 2007 Pro Tools 7.4 (mit Elastic Audio)
- 2008 Pro Tools 8 (komplett überarbeitet)
- 2010 Digidesign wird unter Avid weitervertrieben
- 2011 Pro Tools 9 (komplett überarbeitet mit neuer User-Oberfläche), nicht mehr AVID/Digidesign Hardware abhängig.
- 2012 Pro Tools 10
- 2013 Pro Tools 11
- 2015 Pro Tools 12 – Einführung des neuen Upgrade- und Lizenzsystems

## Eigene Audioformate
Eine Entwicklung von Digidesign ist das Sound Designer II Format (SDII oder auch SD2 abgekürzt), ein Mono/Stereo Audiodateiformat, das für deren Macintosh basierende Aufnahme- und Bearbeitungssoftware Sound Designer entwickelt wurde und als Nachfolger des original Mono Sound Designer I Dateiformats diente. Heute arbeitet Pro Tools mit dem weitverbreiteten WAV Format.
DigiDelivery ist ein von Digidesign vertriebenes System zum Datenaustausch über das Internet.

## Bekannte Produkte
- Pro Tools 442
- Pro Tools III NuBus
- Pro Tools III PCI
- Pro Tools 24
- Pro Tools 24MIX
- Pro Tools HD
- Pro Tools HDX
- Pro Tools LE, ~ M-Powered (Essential), ~ Academic
- Xpand!, Hybrid, Strike, Velvet, Structure, Transfuser (Software-Instrumente der A.I.R.); Eleven
- Mbox, Mbox 2, ~ Pro, ~ Mini, ~ Micro
- Digi 001/002/003 (Rack)
- Control 24
- Command 8
- ICON D-Control
- ICON D-Command
- VENUE
- Avid S6

## Pro Tools History on facebook
- https://www.facebook.com/ProTools-411796742207778/timeline/

## Referenzen
1. ↑  SD2 format information @ riverpast.com (Memento vom 2. März 2010 im Internet Archive)